# Daniel Rutherford

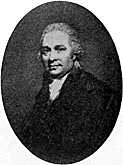
Daniel Rutherford

Daniel Rutherford (* 3. November 1749 in Edinburgh; † 15. November 1819 ebenda) war ein schottischer Chemiker und Botaniker. Er ist einer der Entdecker des chemischen Elements Stickstoff. Sein offizielles botanisches Autorenkürzel lautet „Rutherf.“

## Leben und Wirken
Rutherford war der Sohn des Edinburgher Arztes John Rutherford und dessen zweiten Ehefrau Anne MacKay.
Er erhielt seine wissenschaftliche Ausbildung an der Universität Edinburgh. Als Student wurde er zur Untersuchung der Eigenschaften von Kohlendioxid von Joseph Black angeregt, der zuvor entdeckt hatte, dass eine Kerze in diesem Gas nicht brannte.
Rutherford setzte eine Maus in einen umschlossenen Behälter mit Luft, bis sie verendete. Anschließend brannte er eine Kerze an, bis sie ausging. Danach brannte er Phosphor ab, bis es ebenfalls ausging. Als Nächstes ließ er die verbleibende Luft durch eine Lösung, die Kohlendioxid absorbierte. Die verbleibende Luft ließ keine Verbrennung mehr zu. Über dieses Experiment berichtete Rutherford 1772.
Sowohl Black als auch Rutherford waren überzeugte Anhänger der phlogistischen Auffassung, so dass sie die Ergebnisse in dieser Weise zu erklären versuchten: als die Maus atmete und die Kerze brannte, wurde Phlogiston in die Luft abgegeben, wobei Kohlendioxid gebildet wurde. Sobald das Kohlendioxid später absorbiert war, war die Luft immer noch erfüllt von Phlogiston. Tatsächlich war die Luft nach ihrer Auffassung gesättigt, so dass Objekte nicht mehr brennen konnten.
Aufgrund dieser Theorie nannte Rutherford das neu isolierte Gas „phlogistische Luft“. Heute nennen wir es Stickstoff.
1778 beschrieb er auch die „vitale Luft“, den Sauerstoff. 1786 wurde er zum Regius Professor of Materia medica and Botany für Materia medica und Botanik in Edinburgh ernannt und war zuständig für den dortigen Royal Botanic Garden Edinburgh. 1783 war er Gründungsmitglied der Royal Society of Edinburgh.
Daniel Rutherford war ein Onkel von Sir Walter Scott und starb am 15. November 1819 in Edinburgh.